# Modus (musik)
I musikaliska sammanhang menas med modus ett tonsläkte, vanligen kyrkotonarterna (de modala skalorna) men i nyare musikvetenskap motsvarande tonskalor eller formler i "primitiv" och ursprunglig musik som folkmusik, exempelvis vallåtsmodus. Även inom modern modal jazz är modala skalor centrala.